# Bouzic
Bouzic is een gemeente in het Franse departement Dordogne (regio Nouvelle-Aquitaine) en telt 132 inwoners (1999). De plaats maakt deel uit van het arrondissement Sarlat-la-Canéda. Bouzic ligt aan het riviertje de Ceou dat via Daglan naar Castlenaud-la-Chapelle stroomt, waar het uitmondt in de rivier de Dordogne.
Gedurende de zomermaanden heeft Bouzic op dinsdagavond een Marche Nocturne. Een avondmarkt waar toeristen maar ook veel lokale Fransen op af komen. Op de markt worden etenswaren en wijn verkocht die men ter plekke weer opeet.

## Geografie
De oppervlakte van Bouzic bedraagt 12,1 km², de bevolkingsdichtheid is 10,9 inwoners per km².
De onderstaande kaart toont de ligging van Bouzic met de belangrijkste infrastructuur en aangrenzende gemeenten.

## Demografie
Onderstaande figuur toont het verloop van het inwonertal (bron: INSEE-tellingen).

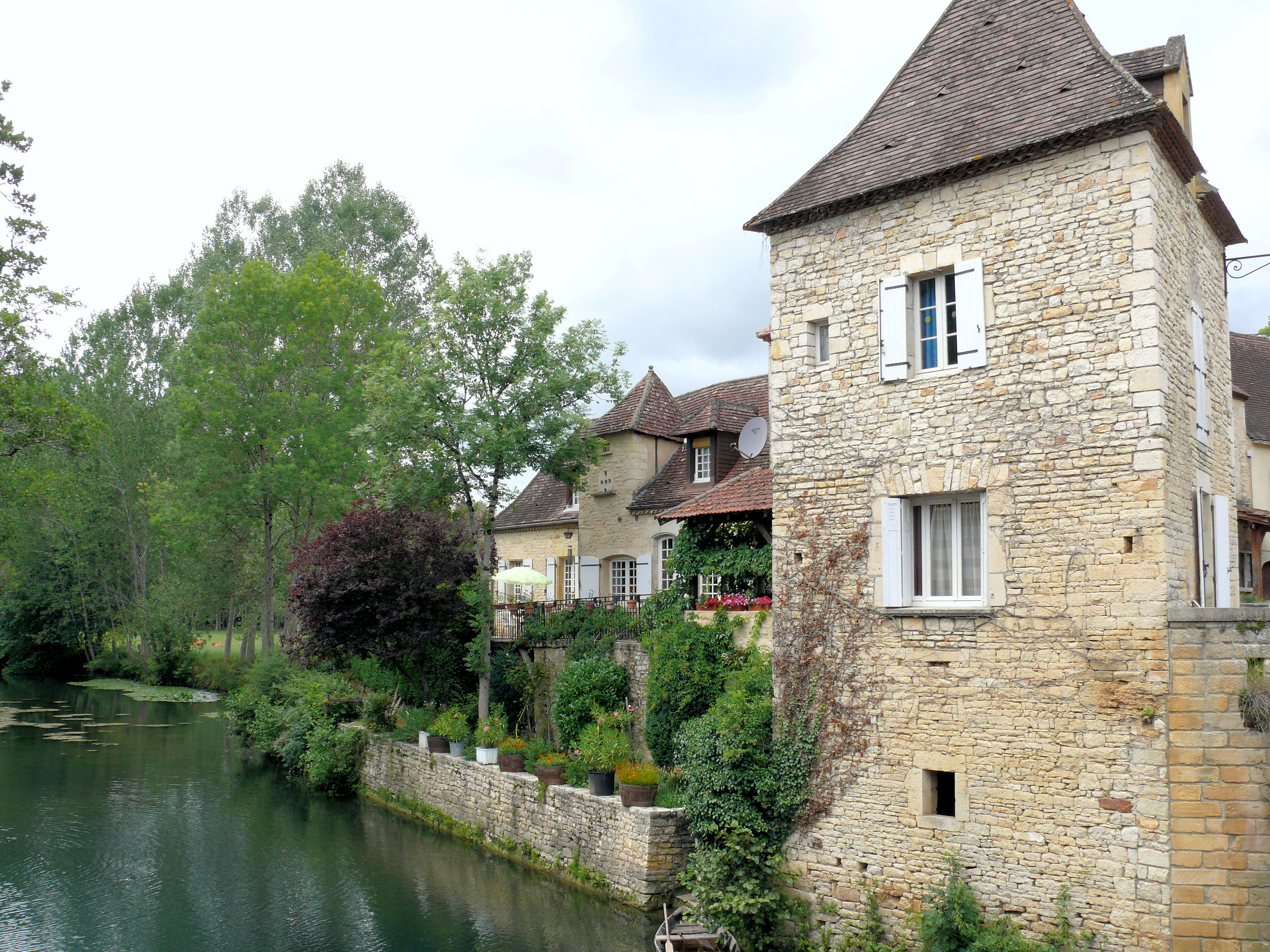
Bouzic